# María Nagaya
María Fiódorovna Nagaya (del ruso: 'Мария Фёдоровна Нагая') (en el monasterio Marfa; 8 de febrero de 1553 –1608, Moscú) fue una zarina rusa, la última (séptima) esposa de Iván el Terrible y madre del zarévich Dimitri Ivánovich.
Fue hija del okólnichi Fiodor Fiodorovich Nagoy, también conocido con el Fedez. Su tío, Afanasiy Nagoy, fue el embajador ruso en el Kanato de Crimea, diplomático y estrecho colaborador del zar.

## Biografía
Bajo Iván IV
Se casó en 1580, convirtiéndose en la séptima esposa del zar. Fue un matrimonio no canónico, ilegal según la ley eclesiástica. El siguiente zar, Teodoro I, hijo de Iván IV y Anastasia Románovna Zajárina, prohibió al clero recordar el nombre del zarévich Dimitri Ivánovich, el único hijo de este ilegítimo matrimonio, en los oficios divinos, alegando que había nacido en el séptimo matrimonio y que, por tanto, era bastardo. 
Se ha conservado el acta de su matrimonio. El conocido historiador A. A. Zimin escribió: «La boda tuvo lugar poco después de la partida de Bathory de Velikiye Luki. Según Jerome Horsey, Iván el Terrible se casó para tranquilizar al hijo de Iván y los boyardos, agitados por los rumores sobre el supuesto viaje del zar a Inglaterra. Obviamente, este argumento no es más que especulación ociosa. La boda del rey tuvo lugar en un ambiente íntimo. Las personas más cercanas a él estaban presentes, principalmente la corte del soberano. "En el lugar del padre" (en lugar del padre, en el lugar de su padre), el Tsarevich Fedor habló en la boda, y el heredero al trono, Ivan,"Týsiatski"».
Su único hijo, Dmitri Ivanovich, príncipe de Uglitski, el tercero de los hijos supervivientes del zar Iván, nació el 19 de octubre de 1582.
Bajo Teodoro I
Tras la muerte del zar en 1584 y el ascenso al trono del único hijo superviviente de su primer matrimonio, Fyodor Ioannovich o Teodoro I (e incluso antes de la ceremonia de coronación el 24 de mayo), el Consejo de Regencia mandó a María Nagaya, junto con su hijo, a vivir a Úglich (1584). Dmitri recibió a Úglich como principado (al igual que antes hicieron el hermano menor de Iván el Terrible, Yuri Vasilievich, y el hermano menor de Basilio III, Dmitri Ivanovich Zhilka).
Jerome Horsey escribe que “la reina estuvo acompañada de varios séquitos, fue liberada con un vestido, joyas, comida, caballos, etc. Todo esto a gran escala, como corresponde a una emperatriz”.
Un fragmento del posterior del «Nuevo Cronista», basado, al parecer, en fuentes anteriores, relata el motivo de la expulsión de la familia Nagoy: la noche después de la muerte de Iván IV, Borís Godunov «con sus consejeros, acusó de traición a los Nagoy, los capturaron y los dieron por alguaciles»; la misma suerte corrieron muchos, «de los que se quejó el zar Iván»: fueron enviados a ciudades lejanas y a mazmorras, sus casas fueron arruinadas, se repartieron haciendas y feudos. Zimin escribe que «la historia, por supuesto, lleva los rasgos de la revisión anti-Godunov y la evidente “rehabilitación” de los Nagoy por Romanov. La decisión de expulsar a los Nagoy de Moscú fue tomada probablemente por toda la Duma, que temía sus acciones en favor del hermano menor de Fiódor, el zarevich Dmitri. Pero en lo esencial se corresponde con la realidad. Tres de los hijos de María Nagoy fueron desterrados: Andrei, a juzgar por datos posteriores, fue enviado a Arsk; Mijaíl, que en 1583/84 había sido gobernador en Kazán, en 1585/86 se encontró en Kokshaisk, y en 1586/87 - 1593/94 fue enviado a Ufá; Afanasy, que en 1583/84 había sido gobernador en Kazán, en 1585/86 a Kokshaisk, y en 1586/87 - 1593/94 a Ufá - en Ufa; Afanasy fue enviado a Novosil (1584). Su primo tercero Ivan Grigorievich en 1585/86 estuvo en la cárcel Kozmodemiansk, y, de 1588/89 a 1593/94, en la recién construida ciudad de Lozva. El tío mayor de la zarina Maria, Semen Fedorovich Nagoy, sirvió en Vasilsursk con su hijo Iván en 1585/86-1589/90, y otro tío, Afanasy en 1591 estuvo en Yaroslavl. Bajo la zarina María (pronto exiliada a Uglich) estaba su padre Fiódor (muerto después de 1591), su tío Andréi y sus hermanos Mijaíl y Grigori Fiodorovichi».

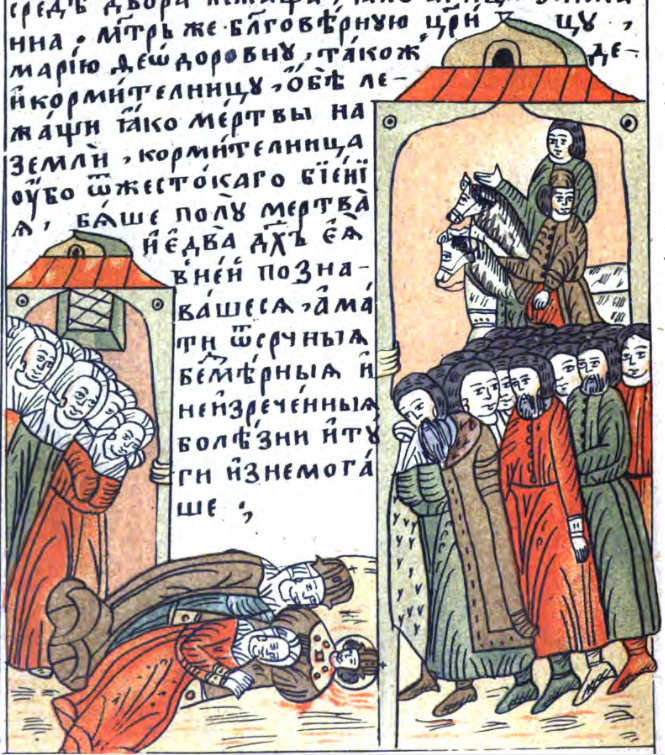
María Nagaya sobre el cuerpo de Tsarevich Dmitry, miniatura de la vida de Tsarevich Dmitry,

El nuevo zar, Teodoro I, como ya se ha mencionado, según algunas fuentes, acabó prohibiendo al clero conmemorar al zarevich Dimitri debido a su ilegitimidad. 
El 15 de mayo de 1591, por circunstancias misteriosas, murió su hijo Dmitri, heredero del zar Teodoro I. Estallaron disturbios en la ciudad, en los que la zarina tuvo parte de culpa: cuando el niño murió, salió corriendo del patio, vio lo ocurrido, empezó a golpear a su madre con un tronco y declaró culpables a varias personas que fueron asesinadas por la multitud (véase el asunto Uglich).
«Por descuidar a su hijo y por el asesinato de los inocentes Bityagovskys y sus compañeros» María Nagaya fue tonsurada monja con el nombre de Marfa. La información sobre el monasterio varía: se menciona el monasterio no localizable de Sudin en Viksa, cerca de Cherepovets, o el desierto de Nikolovyksinskaya. Sus hermanos fueron encarcelados por descuidar a su hijo.
Bajo Boris
En 1598, murió el zar Teodoro I, lo cual no mejoró la posición de Nagaya. Desde el monasterio, fue convocada por Borís Godunov en 1604 a Moscú, con motivo de los rumores sobre el falso Dimitri I, pero no reveló nada y fue enviada de vuelta.
Esta escena está descrita en gran detalle por Nikolái Kostomárov (siguiendo a Isaac Massa), sirviendo de base a un boceto de Nikolai Ge.

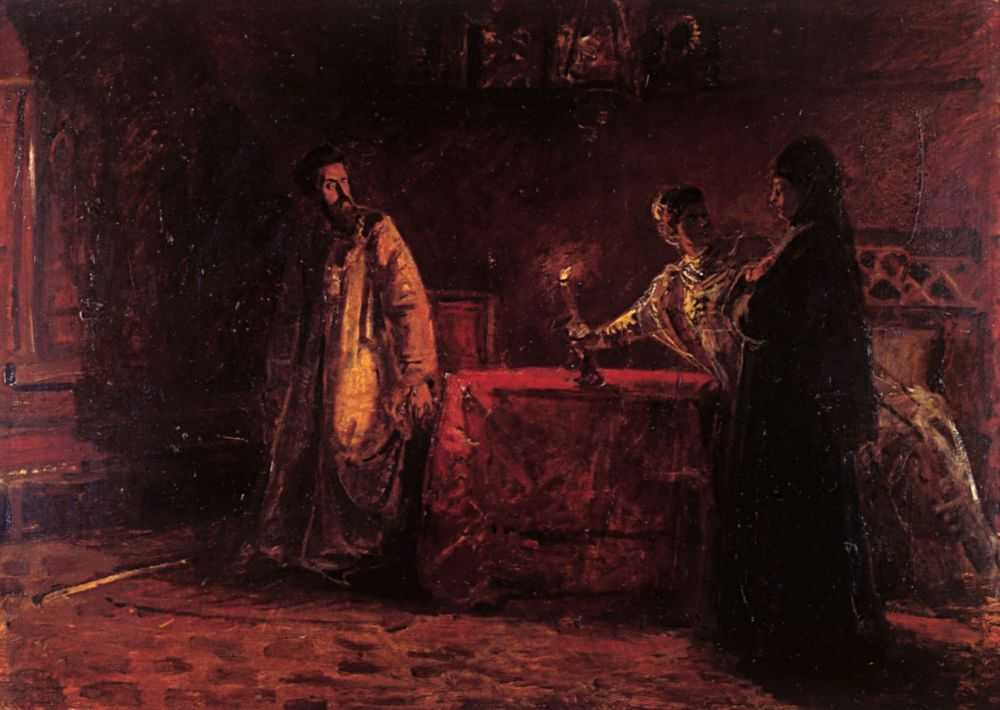
“El zar Boris y la reina Marta”, boceto de Nikolai Nikolaevich Ge, 1874

«Él, dicen, ordenó que llevaran a la madre de Dmitri al convento de Novodevichy; desde allí la trajeron en secreto al palacio por la noche y la llevaron al dormitorio de Boris. El zar estaba allí con su esposa. «Di la verdad, ¿está vivo tu hijo o no?» preguntó Boris amenazadoramente. «No lo sé», respondió la anciana. Entonces la zarina María (esposa de Boris) se puso tan furiosa que cogió una vela encendida y gritó: «Tú p.... «¡Te atreves a decir: no lo sé, cuando claro que lo sabes!» y le arrojó la vela a los ojos. El zar Boris protegió a Marfa, pues, de lo contrario, la zarina le habría quemado los ojos. Entonces la vieja Marfa dijo: «Me dijeron que mi hijo fue sacado en secreto de la tierra rusa sin mi conocimiento, y los que me lo dijeron ya han muerto». El furioso Boris ordenó que la anciana fuera llevada a prisión y mantenida con mayor severidad y penuria.»
Bajo Dmitri I el Impostor
El 18 de julio de 1605, Nagaya hizo una entrada solemne en Moscú, donde reconoció como hijo suyo a Dmitri I el Impostor. En la capital se instaló en el monasterio de la Ascensión de Kremlin, donde, según la costumbre, recibió a Marina Mniszech, esposa de su hijo. A los miembros de la familia Nagoy, como «parientes» del zar, se les devolvió la libertad, los rangos y las propiedades.
Más tarde, un sueco llegó de Moscú a Polonia con una misión secreta, que decía: «la zarina de Moscú, la monja Marfa Feodorovna, madre del difunto Dmitri, me ha informado, a través de su alumna alemana Rosnovna, para que se lo transmita a su majestad el rey, que en el trono de Moscú no reina ahora en absoluto su hijo, sino un impostor; aunque lo reconoció como su hijo, ahora informa de que este impostor quería arrojar de la iglesia de Uglitski el ataúd de su verdadero hijo como el falso Dimitri; ella, como madre, se sintió muy apenada; con astucia lo impidió, y los huesos de su hijo permanecieron intactos». Kostomarov sugiere que este sueco habló instigado por los boyardos, que en secreto ya estaban tejiendo un complot para acabar con la vida de Dimitri. No se sabe si la monja Marfa sabía lo que se decía en su nombre. También se lo comunicaron al viejo Mniszech, suegro del falso Dimitri.

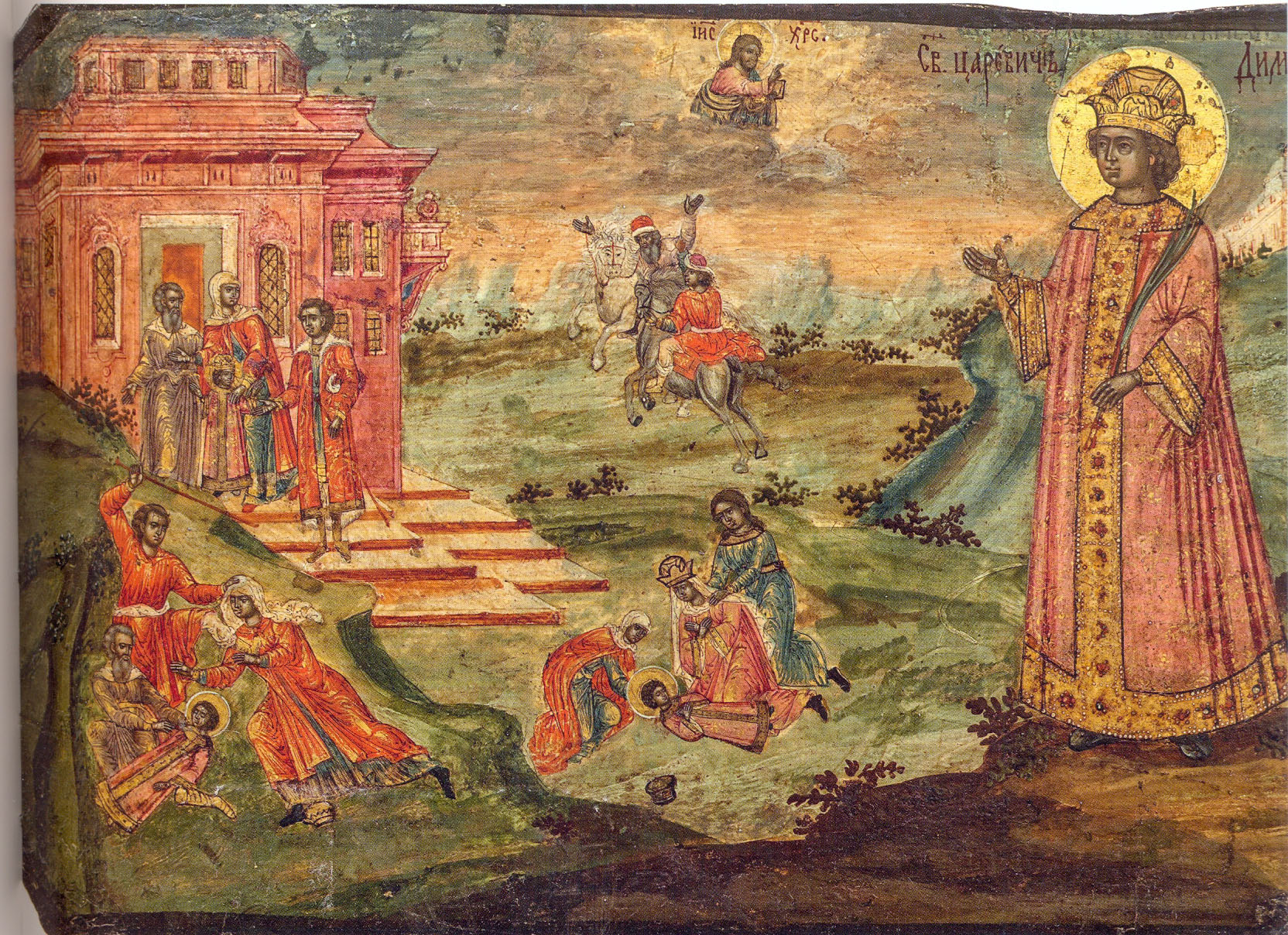
Escena del asesinato del zarevich Dmitry con la imagen de la zarina María Feodorovna,

Los miembros de la familia Nagoy participaron en la boda de su «sobrino»: el caballerizo Mikhail Nagoy, hermano de la Marfa, llevó los signos de la dignidad real (cruz, corona y diadema). 
Durante el asesinato del Dmitri el Impostor en 1606, Marfa se negó a reconocerlo como su hijo. Kostomarov describe la escena del asesinato: «Uno le golpeó en la mejilla y le dijo: «Habla, p.... niño, ¿quién eres? ¿Quién es tu padre? ¿Cómo te llamas? ¿De dónde eres?». Dmitrio I respondió: «Ya sabéis, soy vuestro zar y gran duque Dmitri, hijo del zar Iván Vasilievich. Me habéis reconocido y coronado. Si ahora todavía no creéis, preguntad a mi madre, está en el monasterio, preguntadle si digo la verdad, o llevadme al Lobnoye Mesto y dejadme hablar.» Entonces, el príncipe Iván Golitsyn gritó en voz alta: «Acabo de estar con la zarina Marfa; dice que éste no es su hijo: ¡lo reconoció involuntariamente, temiendo un asesinato mortal, y ahora renuncia a él!». Estas palabras fueron inmediatamente comunicadas desde la ventana a la multitud en pie. Basilio IV, mientras tanto, cabalgó hasta la corte e inmediatamente confirmó que el único hijo de la zarina Marfa había sido asesinado en Uglich, y que ella no tenía ningún otro hijo. Entonces mataron al impostor. Luego, la multitud se detuvo en el monasterio de la Ascensión y llamaron a la zarina Marfa. «Dígame, zarina Marfa, ¿es éste su hijo?» le preguntaron. Según las noticias de las «Notas de Nemoevsky», Marfa respondió: «¡No es mío!». Según otra, dijo crípticamente: «Deberías haberme preguntado cuando estaba vivo, pero ahora que lo habéis matado, ¡ya no es mío!».
Según una tercera noticia recogida en las notas de los jesuitas, la madre, al ser preguntada por los que arrastraban el cadáver, respondió primero: «Vosotros lo sabéis mejor». Y cuando empezaron a importunarla con mirada amenazadora, dijo en tono resuelto: «Este no es mi hijo en absoluto». El 3 de junio de 1606 recibió solemnemente en Moscú las reliquias del santo zarevich Dimitri, traídas de Uglich.
Bajo Basilio IV
El hermano de la zarina, Mijail, en 1607, en nombre del zar Vasili Shuisky viajó a Yelets con una carta de la zarina Marfa y una imagen del zarevich Dmitri para alentar a la población sublevada de las ciudades de Seversk y un certificado de la muerte de Dmitri. En 1609, entre otros, el vaidoda defendió Moscú del ataque de los polacos y de los seguidores de Dimitri II el Impostor.
Muerte
Distintas fuentes dan fechas diferentes de la muerte de María Nagaya: 1608, 1610, 1612. Sin embargo, en la lápida conservada en el Kremlin se lee:
«Verano 7116 (1608) del mes de junio de 28 falleció la sierva de Dios la monje zarina María Feodorovna de toda Rusia del zar Iván».

## En la literatura
- Kireyevsky («Canciones»)
- En la bylina "Grishka Otrepiev" se llama «Marfa Matveevna»

«(...) Y los streltsí adivinaron,
Por esa palabra fueron llevados a la tarea,
Corrieron al monasterio Bogolyubov.
A la Zaritsa Marfa Matveyevna:
"¡Reina Marfa Matveyevna!
¿Esta tu hijo sentado en el reino?
¿El zarevich Dmitri Ivanovich?"
Y en aquel momento la zarina Marfa Matveyevna lloró.
Y habló así entre lágrimas:
"¡Ustedes los streltsí son tontos, no son inteligentes!
¿Qué hijo mío está sentado en el reino?
Sobre vuestro reino se sienta la Rastriga.
El hijo de Grishka Otrepiev;
Mi hijo, el zarevich Dimitrey Ivanovich (...) se ha perdido"».
María Nagaya se convirtió en un personaje del drama Demetrius, de Friedrich Schiller.

## En el cine
- La muerte de Iván el Terrible (1909) - Elizaveta Uvarova ;
- Iván el Terrible (2009) - Maria Eshpay-Simonova ;
- Boris Godunov (2011) - Anna Churina ;
- Godunov (2018) - Irina Pegova .